# Ferrocarril del Atlántico
El Ferrocarril del Atlántico fue una red ferroviaria de carga y pasajeros de Colombia, este sistema de transporte iba paralela al río Magdalena conectando el centro del país con el puerto de Santa Marta, interconectando a otras empresas de ferrocarriles y permitiendo el fácil transporte de mercancías y pasajeros entre diferentes regiones del país y el exterior.

## Historia
Inicio a partir de la idea y recomendación de la Mision Currie en 1950, la cual se enfocó en analizar alternativas para la conexión entre Ibagué y Armenia. Una opción considerada era vincular la ruta a través del río Magdalena utilizando los ferrocarriles del Norte y de Puerto Wilches. Como alternativa, se sugirió trazar una línea a lo largo del valle del río magdalena entre La Dorada y Gamarra, conectándose a la red del Pacífico por medio del Ferrocarril de Antioquia en Puerto Berrío. Se argumentó que esta última opción podría resultar más económica en términos de inversión y costos operativos.
De esta manera, surgió la idea del ferrocarril llamado inicialmente Ferrocarril del Rio Magdalena, durante el gobierno de Gustavo Rojas Pinilla cambió su nombre por el Ferrocarril del Atlántico; el proyecto fue rápidamente respaldada por el gobierno. Se contrató a la empresa Lockwood para realizar un estudio aerofotográfico de la línea, y a Madigan Hyland para evaluar su viabilidad económica, con el objetivo de respaldar un proyecto de ley que fue aprobado por el Congreso a fines de 1952, sirviendo como base para solicitar un préstamo al Banco Mundial.
Mientras tanto, se llevó a cabo la localización de la línea y a principios de 1953 comenzaron las obras desde tres frentes diferentes. Posteriormente, el nuevo gobierno decidió extender el proyecto hasta Fundación, con el fin de enlazarlo con la vía existente de Santa Marta, obteniendo un segundo préstamo del Banco Mundial.
El proceso posterior implicó cambiar el esquema contractual de administración delegada por contratos con precios fijos unitarios, celebrando siete nuevos contratos con empresas nacionales. Sin embargo, las dificultades encontradas por algunos contratistas, que retrasaron el proyecto, llevaron a que la empresa estatal asumiera su gestión de forma directa siendo completada por la misma.
En 1958 se inauguró el tramo entre La Dorada - Puerto Berrio conectando el Ferrocarril de La Dorada y de Cundinamarca con el de Antioquia.
En 1961 se inaugura el tramo Puerto Berrio - Fundación conectando el anterior tramo con el Ferrocarril de Santa Marta y el de Puerto Wilches-Bucaramanga, siendo inaugurado por el presidente Alberto Lleras Camargo el 29 de julio de 1961, marcando la culminación de la integración del sistema ferroviario.

El 9 de mayo de 1967, fue realizado un Ataque al Ferrocarril del Atlántico entre Puerto Olaya y Barrancabermeja por la guerrilla del Ejército de Liberación Nacional (ELN) dejando 9 muertos y 7 heridos.

## Estaciones
- La Dorada
- Cocorná
- Nare
- Grecia
- Puerto Berrio
- Carare
- Montoyas
- Barrancabermeja
- San Rafael de Lebrija
- San Alberto
- Torcoroma
- Gamarra
- La Gloria
- Chiriguana
- La Loma
- El Paso
- Bosconia
- Fundación

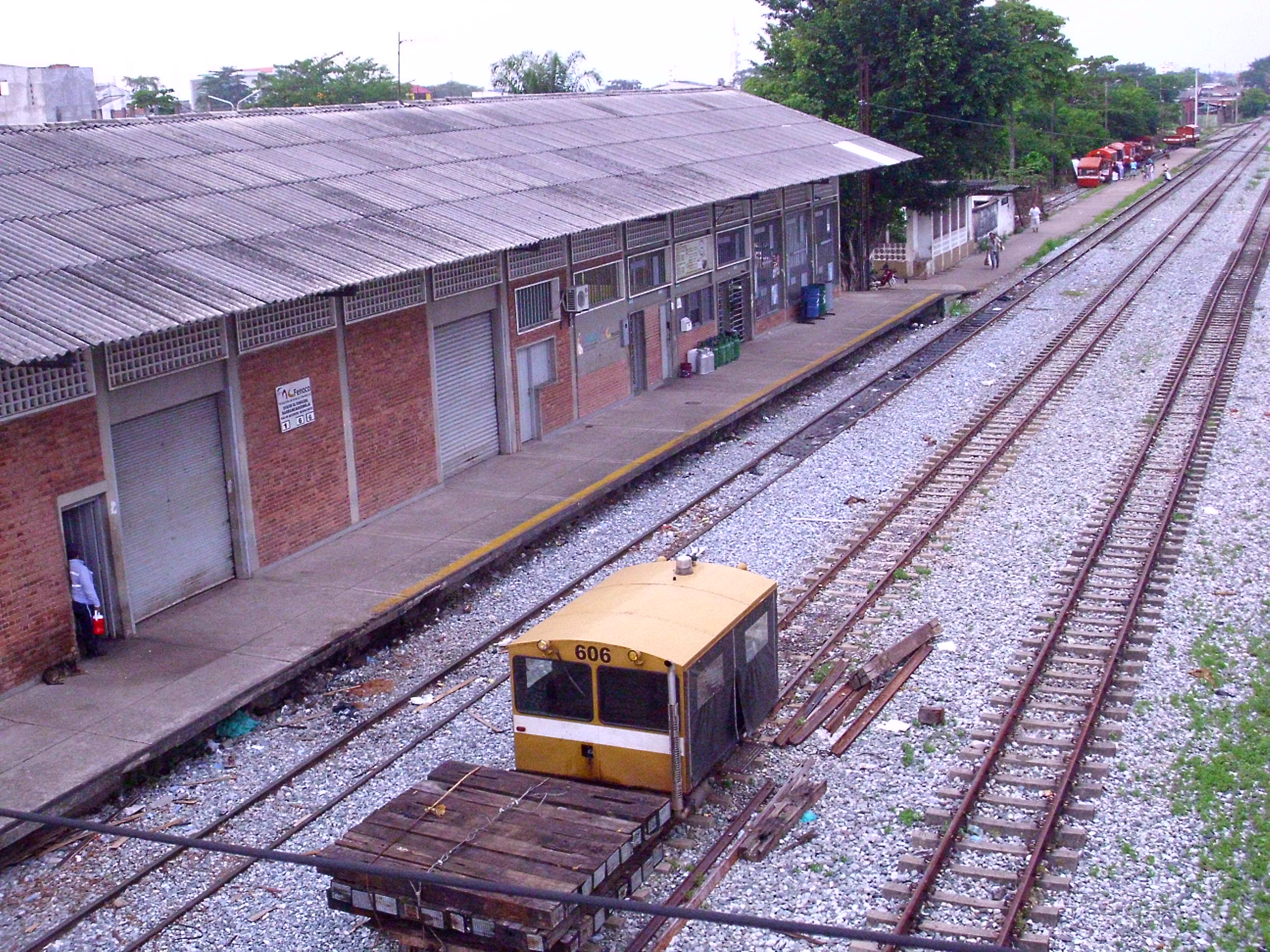
Estación Barrancabermeja